# Алберто Ривера (активиста)
Алберто Магно Ривера Ромеро (19. септембар 1935 – 20. јун 1997) био је антикатолички активиста.
Своје информације дао је издавачкој кући "Chick Publications", чији власник Џек Чик је обећао Ривери да ће његове информације објављивати и након његове смрти.

## Биографија
Алберто Ривера је рођен у Лас Палмасу де Гран Канарија на Канарским острвима, Шпанија.

## Наводи против Католицизма
Алберто Ривера је тврдио да су језуити одговорни за стварање Комунизма, ислама, Нацизма, да стоје иза свих ратова, рецесију, да су одговорни за масакр у Џонстауну, убиство Абрахама Линколна и Џона Ф. Кенедија. Ривера тврди да католичка црква подржава ширење хомесексуалности и да подржава побачаје. Такође тврди да језуити стоје иза средњовековне инквизиције.

## Наводи о Католицизму и Исламу
Алберто Ривера је такође изнио неколико оптужби о исламу. То укључује наводе да је Католичка црква манипулирала Мухамедом ради стварања ислама и уништавања Јевреја и других група хришћана и да је Мухамедова прва супруга заправо католичка сестра у арапском манастиру, а бискуп јој је рекао да се уда за Мухамеда и створи ислам. Ривера је такође тврдио да је Ватикан организовао указање у Фатими (названо по Фатими, кћи Мухамедовој) како би гајио наклоност према муслиманима. Даље тврди да је такође инсценирао покушај атентата на папу Јована Павла II 1981. године, користећи муслимана као атентатора "да би кривицом изазвао муслимански свет, и још више их приближио католичкој вери!"

## Присуство у "Чикашким трактатима"
Шест стрипова Џека Чика посебно садржи Алберта Риверу: Алберто, Двоструки крст, Кумови, Сила, Четири коњаника и Пророк. Написао је и увод у Чикову републикацију Тајне историје језуита од Едмонда Париза.

## Смрт
Алберто Ривера је умро 1997. од рака дебелог црева. По неким тврдњама, Алберто се отровао храном. Његово министарство преузела је његова удовица Нури Ривера. Према гробарским записима, сахрањен је у одсеку Мооре (28) Л-14 # 3 на гробљу Роус Хил у Талси, Оклахома.